# Kapela
Kapela falu és község Horvátországban Belovár-Bilogora megyében.

## Fekvése
Belovártól légvonalban 10, közúton 12 km-re északra, a Bilo-hegység területén, a Ratkovac- és Kapelica-patakok völgye feletti magaslaton fekszik.

## A község települései
A községhez Babotok, Botinac, Donji Mosti, Gornje Zdelice, Gornji Mosti, Jabučeta, Kapela, Kobasičari, Lalići, Lipovo Brdo, Nova Diklenica, Novi Skucani, Pavlin Kloštar, Poljančani, Prnjavor, Reškovci, Sredice Gornje, Srednja Diklenica, Srednji Mosti, Stanići, Stara Diklenica, Starčevljani, Stari Skucani, Šiptari, Tvrda Reka és Visovi települések tartoznak.

## Története
A település már a középkorban is lakott volt. Plébániáját 1434-ben és 1468-ban is említik. 1501-ben említik György nevű plébánosát és István nevű papját „Georgius plebanus in Capella” illetve „Stephanus presbiter ibidem” alakban. A térséget 16. század végén szállta meg a török.
A török megszállás teljesen megváltoztatta az itteni táj képét. A lakosság legnagyobb része az ország biztonságosabb részeire menekült, másokat rabságba hurcoltak. Ezután ez a vidék több évtizedre lakatlanná vált. A török uralom után a területre a 17. századtól folyamatosan telepítették be a keresztény lakosságot. Stjepan Glavač 1678-ban kiadott térképén plébániája már Szent Mária Magdolna titulussal szerepel. A település 1774-ben az első katonai felmérés térképén a falu „Dorf Capella” néven szerepel. A település katonai közigazgatás idején a szentgyörgyi ezredhez tartozott.
A település Lipszky János 1808-ban Budán kiadott repertóriumában „Kapella” néven szerepel.  
Nagy Lajos 1829-ben kiadott művében „Kapella” néven 41 házzal, 219 katolikus és 4 ortodox vallású lakossal találjuk.
A katonai közigazgatás megszüntetése után Magyar Királyságon belül Horvátország részeként, Belovár-Kőrös vármegye Belovári járásának része volt. A településnek 1857-ben 612, 1910-ben 848 lakosa volt. Az 1910-es népszámlálás szerint lakosságának 93%-a horvát anyanyelvű volt. 1918-ban az új szerb-horvát-szlovén állam, majd később Jugoszlávia része lett. 1941 és 1945 között a németbarát Független Horvát Államhoz, majd a háború után a szocialista Jugoszláviához tartozott. A háború után a fiatalok elvándorlása miatt lakossága folyamatosan csökkent. 1991-től a független Horvátország része. 1991-ben lakosságának 92%-a horvát nemzetiségű volt. 2011-ben a községnek 2984, Kapela településnek 428 lakosa volt.

## Lakossága
| Lakosság változása | Lakosság változása | Lakosság változása | Lakosság változása | Lakosság változása | Lakosság változása | Lakosság változása | Lakosság változása | Lakosság változása | Lakosság változása | Lakosság változása | Lakosság változása | Lakosság változása | Lakosság változása | Lakosság változása | Lakosság változása |
| ------------------ | ------------------ | ------------------ | ------------------ | ------------------ | ------------------ | ------------------ | ------------------ | ------------------ | ------------------ | ------------------ | ------------------ | ------------------ | ------------------ | ------------------ | ------------------ |
| 1857               | 1869               | 1880               | 1890               | 1900               | 1910               | 1921               | 1931               | 1948               | 1953               | 1961               | 1971               | 1981               | 1991               | 2001               | 2011               |
| 247                | 291                | 376                | 429                | 574                | 598                | 567                | 622                | 646                | 662                | 709                | 673                | 563                | 508                | 504                | 428                |

## Nevezetességei
- Szent Mária Magdolna tiszteletére szentelt római katolikus plébániatemploma középkori eredetű. A mai templomot 1750-ben építették barokk stílusban. Egyhajós keletelt épület, félköríves szentéllyel, melyhez északról csatlakozik a sekrestye. A déli oldalon egy oldalkápolnája van. A zömök harangtorony a nyugati főhomlokzat bal oldalán áll jellegzetes barokk toronysisakkal.

- Szent Miklós tiszteletére szentelt ortodox temploma[7] egyhajós épület, téglalap alaprajzú hajóval és keskenyebb, félkör alakú apszissal, valamint a fő, nyugati homlokzat feletti harangtoronnyal. A belseje a hajó felett csehsüvegboltozatos, az apszis felett pedig félkupolával fedett. A külső falfelületek lizénákra és sekély fülkékben elhelyezett félköríves ablaknyílásokra vannak tagolva. A templom 1846-ban épült, tervezése pedig a klasszicista építészet 19. század első felére jellemző stílusjegyeit mutatja.

- A település közepén áll az iskola régi épülete. Az iskolát 1854-ben építették barokk-klasszicista stílusban, 1908-ban bővítették. Főhomlokzatát két, íves árkádszerű mélyedés tagolja három részre, melyeken két bejárati ajtó nyílik. Középen négy, kétoldalt három-három ablak található. Az utca felől támfallal erősített hosszú terasz határolja. Az épület egyike a 19. század közepéről a belovári térségben fennmaradt kevés, eredeti formáját máig megőrzött iskolaépületnek. Ma már használaton kívül áll.

## Gazdaság
A helyi gazdaság alapja a mezőgazdaság és az állattartás. A lakosság nagy része a közeli megyeszékhelyen dolgozik.

## Sport
A település labdarúgóklubja az NK Bilogora Kapela.